# Devdas – Flamme unserer Liebe
Devdas (Hindi: देवदास, Devadās) ist eine Bollywood-Verfilmung des gleichnamigen Romans von Sharat Chandra Chattopadhyay. Die Hauptrollen spielen Shah Rukh Khan als Devdas, Aishwarya Rai als die von ihm unglücklich geliebte Paro und Madhuri Dixit als Prostituierte Chandramukhi.

## Handlung
Devdas wächst als Sohn reicher Eltern auf. Auf dem Grundstück nebenan wächst Paro auf, die Nachbarstochter. Beide verbringen eine gemeinsame, glückliche Kindheit, bis Devdas von seinem Vater als Strafe für 10 Jahre nach London geschickt wird, wo er zum Juristen wird.
Als Devdas zurückkehrt, erwartet ihn seine Familie, allen voran seine Mutter, überschwänglich. Sie bittet die anderen Familienmitglieder die Augen zu schließen, damit sie die erste ist, die ihren Sohn nach 10 Jahren zum ersten Mal wieder sieht. Umso enttäuschter sind sie, als Devdas zuerst Paro in ihrem Haus begrüßt. Paro, die sehnsüchtig auf ihren Freund gewartet hat, offenbart Devdas, dass sie eine Öllampe für ihn angezündet hat, nachdem er nach London abgereist ist. Die Flamme ist ein Zeichen der Verbundenheit und Paro hat dafür gesorgt, dass die Flamme 10 Jahre ununterbrochen weiter brannte. Doch einer offiziellen Hochzeit mögen Devdas' Eltern nicht zustimmen, sie denken, Paros Familie sei unter der eigenen gesellschaftlichen Schicht anzusiedeln, zumal Paros Mutter früher Schauspielerin war und Schulden habe.
Es kommt zum Konflikt, als Devdas' Mutter Paros Mutter öffentlich demütigt. Letztere schwört danach, Paro innerhalb von 7 Tagen reicher zu verheiraten, als es Devdas' Familie jemals sein wird, und hält Wort.
Statt der Gefühle von Devdas und Paro spielen nur noch Macht, Rache und Hass eine Rolle. Doch auch die Liebe der Kinder zu ihren Eltern. So beugt sich Devdas dem Wunsch und dem Druck seiner Eltern und verweigert Paro die Heirat, selbst als sie ihn darum bittet. Gedemütigt von Devdas' Vater, verlässt Paro Devdas' Haus.
Paro heiratet einen vierzigjährigen Witwer, der eine Mutter für seine drei großen Kinder braucht. Er sagt ihr in der Hochzeitsnacht, dass er sie nur geheiratet habe, damit der Palast eine Herrin habe. Er würde Paro niemals lieben können, denn seine Liebe gilt seiner verstorbenen ersten Frau.
Devdas verlässt überstürzt sein Elternhaus, flüchtet sich in Alkohol und in ein zweifelhaftes Milieu, wo er die Kurtisane Chandramukhi kennenlernt, die sich sofort Hals über Kopf in ihn verliebt. Doch Devdas verachtet sie und ihren Beruf und mit dem Bild der perfekten Frau, die für ihn nur Paro sein kann, will er sich selbst strafen. So kommt er immer wieder in Chandramukhis Haus, um sich zu betrinken und daran zu erinnern, wie sehr er die Welt und die Umstände doch hasst. Devdas versinkt immer mehr in Alkoholismus, den er, um sich selbst zu zerstören, schon fast zwanghaft und mit vollem Bewusstsein über sich bringt. Auch als Paro selbst ihn bittet, vom Alkohol zu lassen, verweigert er dies.
Als Paro das Angebot ausschlägt, mit ihm fort zu gehen, verspricht Devdas, vor seinem Tod zu Paros Haus zu kommen, um sie noch einmal zu sehen.
Doch beide bleiben verbunden, allen Schicksalsschlägen zum Trotz. Als Paro schließlich Chandramukhi kennenlernt, sind die Frauen in ihrer Liebe zu Devdas plötzlich verbunden und werden sogar Freundinnen. Auf einer Feier beschimpft ein Verwandter Paros Chandramukhi als Hure. Nach dem Streit zwischen den beiden kommt es zum Eklat zwischen Paro und ihrer Schwiegermutter, denn der Beleidigte erzählt der Familie von der Freundschaft zwischen Paro und Devdas. Daraufhin bekennt sich Paro zu Devdas in Gegenwart ihres Ehemannes und der gesamten Familie. Zur Strafe darf sie das Haus nicht mehr verlassen.
Devdas erkrankt als Folge seiner Ausschweifungen, er verlässt Chandramukhi, deren Liebe er inzwischen schon fast zärtlich erwidert, und macht sich noch einmal auf den Weg in seinen Heimatort, um Paro ein letztes Mal zu sehen. Unterwegs verschlechtert sich sein Zustand rapide. Er schafft es noch vor die Schwelle ihres Hauses. Währenddessen hört Paro ein paar Mal ihren Namen schwach hauchen und erkennt Devdas' Stimme. Sie weiß, er ist gekommen, sein Versprechen einzulösen. Sie versucht aus dem Haus zu laufen, wird aber von ihrem Ehemann daran gehindert, indem dieser das Tor schließen lässt. Genau in dem Moment, als das Tor zufällt, hört Devdas' Herz auf zu schlagen, Paro bricht hinter dem Tor zusammen und die Flamme, die seit 10 Jahren ununterbrochen brannte, geht damit aus.

## Hintergrund
Diese opulente Verfilmung basiert auf dem Roman Debdas (1917) von Sharat Chandra Chattopadhyay. Der Roman wurde wiederholt verfilmt, unter anderem 1955. Die Verfilmung von 2002 gilt als Meilenstein des indischen Films, er war Indiens Wahl für den Auslandsoscar, wurde aber von der Academy nicht nominiert. Er wurde auf dem Filmfestival in Cannes präsentiert und war der erfolgreichste Film 2002 in Indien. Er gilt als bisher teuerstes indisches Epos.
Die tragische Künstlergeschichte inspirierte unzählige Filmemacher. So wurde sie insgesamt mehr als neunmal in unterschiedlichen indischen Sprachen verfilmt: Eine stumme Version im Jahre 1928, eine weitere Version 1935, die P. C. Barua in die Kinos brachte. 1955 wurde Devdas von Bimal Roy verfilmt.

## Auszeichnungen
National Film Awards
- Bester Unterhaltungsfilm
- Beste Playbacksängerin
- Beste Choreografie
- Beste Ausstattung
- Bestes Kostümdesign

Filmfare Awards
- Bester Film
- Beste Regie
- Bester Hauptdarsteller (Shah Rukh Khan)
- Beste Hauptdarstellerin (Aishwarya Rai)
- Beste Nebendarstellerin
- Beste Playbacksängerin (Kavita Krishnamurti)

IIFA Awards
- Beste Regie
- Bester Hauptdarsteller (Shah Rukh Khan)
- Beste Hauptdarstellerin (Aishwarya Rai)
- Beste Nebendarstellerin (Madhuri Dixit)
- Beste Ausstattung
- Beste Choreografie
- Beste Kamera
- Bestes Kostümdesign
- Beste Dialoge
- Bestes Make-Up
- Bestes Re-Recording
- Bester Sound
- Beste Playbacksängerin (Shreya Goshal und Kavita Krishnamurti)

Außerdem wurde Devdas bei den Filmfestspielen von Cannes und bei den Filmfestspielen in Venedig aufgeführt.